# کلوور میتلند
کلوور میتلند (انگلیسی: Clover Maitland؛ زادهٔ ۱۴ مارس ۱۹۷۲) بازیکن هاکی روی چمن اهل استرالیا بود.